# Edith Mary Tolkien

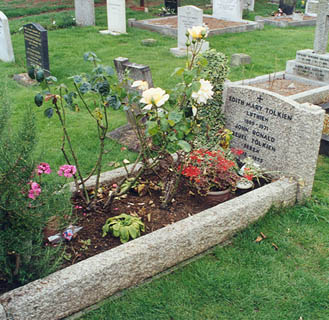
Grób Edith i J.R.R. Tolkiena w Oxfordzie

Edith Mary Tolkien (ur. 21 stycznia 1889, zm. 29 listopada 1971) – żona J.R.R. Tolkiena.

## Życiorys
Urodziła się w Gloucestershire jako córka Frances Bratt, niezamężnej córki szewca. Nazwisko ojca Edith pozostaje nieznane. Była utalentowaną pianistką, jednak jej matka nie rozwijała jej talentu.
Pierwsze spotkanie Edith i Johna Tolkiena miało miejsce gdy mieli oni 19 (Bratt) i 16 lat (Tolkien). Ich związek nie został zaakceptowany przez o. Francisa Xaviera Morgana, który opiekował się braćmi Tolkienami po śmierci ich matki. Myśląc o edukacji Johna, zabronił mu się spotykać z Edith do czasu 21 urodzin. W czasie ich rozłąki Tolkien zdążył dostać się na studia w Oksfordzie. 
Kiedy Tolkien ukończył 21 lat, wysłał list do Bratt z pytaniem, czy za niego wyjdzie. Bratt odpisała, że jest już zaręczona, ponieważ nie wierzyła, że Tolkien dotrzyma słowa i do niej powróci. Tolkien przekonał ją, by ta zerwała zaręczyny i wyszła za niego. Pojawił się problem: Tolkien był wyznania katolickiego, zaś Bratt należała do kościoła anglikańskiego. Bratt zmieniła wyznanie na katolickie. Ślub miał miejsce 22 marca 1916 roku. Wkrótce potem Tolkien wyruszył na front do Francji, skąd jednak prędko wrócił zarażony gorączką okopową. 
16 listopada 1917 Edith Mary Tolkien urodziła pierwszego syna, którego nazwano John Francis Reuel na cześć o. Francisa X. Morgana. W październiku 1920 urodził się Michael Hilary Reuel, w listopadzie 1924 – Christopher Reuel, a w 1929 roku córka Priscilla Mary. W okresie po urodzinach Johna Francisa Tolkienowie wyprawiali się na wycieczki; wtedy Edith śpiewała i tańczyła dla męża. To zainspirowało go do napisania opowieści o miłości śmiertelnika Berena do elfki Lúthien. Po wielu latach opowieść tę opublikował Christopher Tolkien w Silmarillionie.
Edith Mary Tolkien zmarła w wieku 82 lat. Została pochowana w katolickiej części cmentarza Wolvercote w Oxfordzie. Jej mąż został pochowany w tym samym miejscu. Na płycie grobowej znajdują się ich nazwiska, a także imiona – Beren i Lúthien.

## Przedstawienie w filmie
W filmie biograficznym Tolkien z 2019 roku, dorosłą Edith zagrała Lily Collins, a nastoletnią Mimi Keene.